# Flentimotej
Flentimotej (Phleum phleoides) är en växtart i familjen gräs. 
Den förväxlas lätt med timotej. De två arterna kan bland annat skiljas genom att när man böjer flentimotejs blomställning (axet), så delar den upp sig i flera delar, vilket timotej inte gör. Flentimotej är flerårig och växer i tuvor med långa violettaktiga strån. Den blir upp till 60 cm hög. 
I Norge finns den nu (2011) endast på några få platser, huvudsakligen i Oslo-området. Där växer den på torra kalksluttningar. 

## Externa länkar

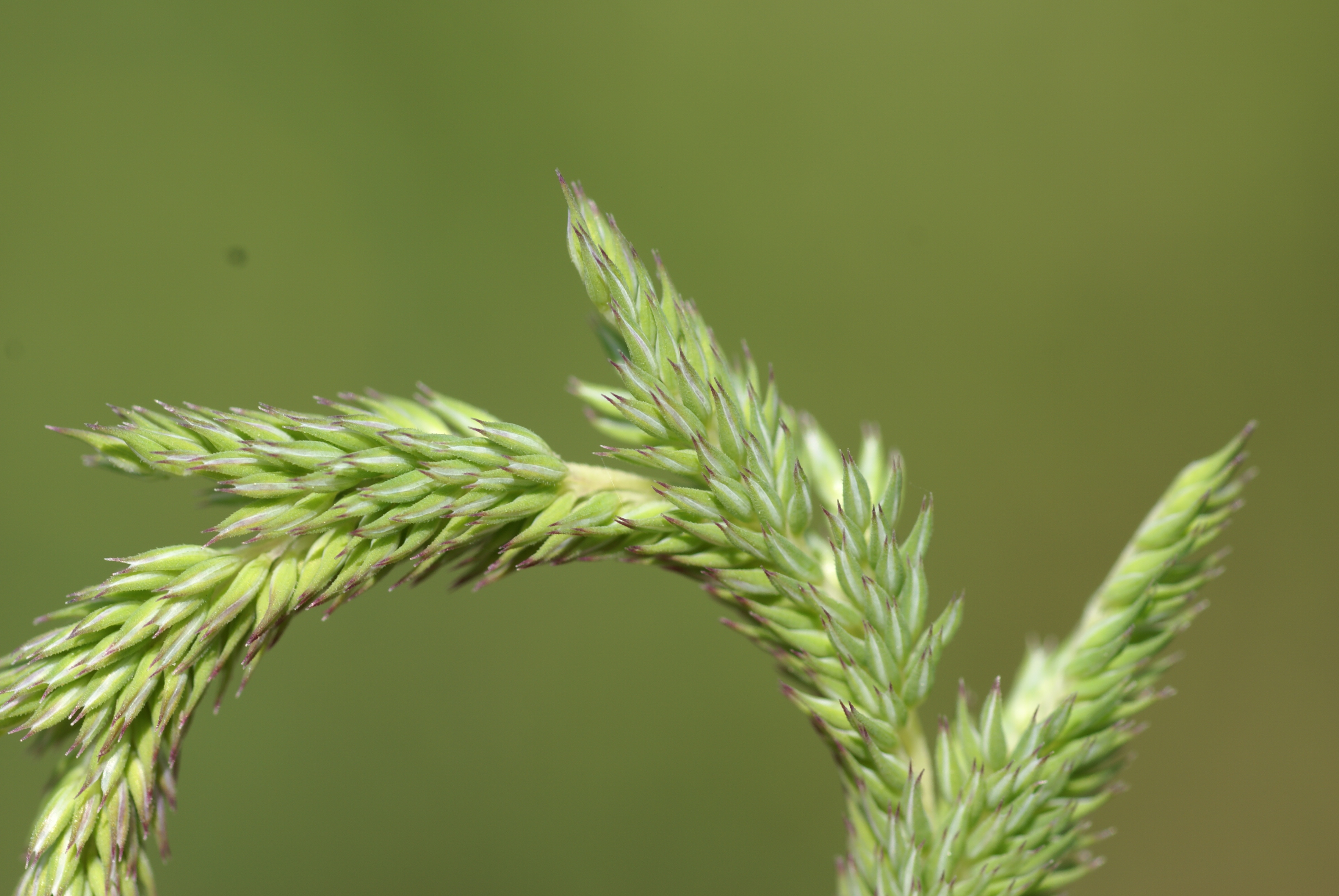
Här syns hur axet delas upp i mindre delar när det böjs.